# 马乔利拉杰
马乔利拉杰（Majhauli Raj），是印度北方邦Deoria县的一个城镇。总人口17200（2001年）。

## 人口
该地2001年总人口17200人，其中男性8804人，女性8396人；0—6岁人口2927人，其中男1458人，女1469人；识字率46.48%，其中男性为58.92%，女性为33.43%。